# Центральный парк (Красноярск)
Центра́льный парк — парк культуры и отдыха, расположенный в историческом центре Красноярска, на левом берегу Енисея.
Площадь парка — 15 га. Ограничен с севера улицей Карла Маркса, с юга — улицей Дубровинского, с запада — улицей Горького, с востока — улицей Дзержинского. Главный вход с севера, со стороны площади Революции.

## История

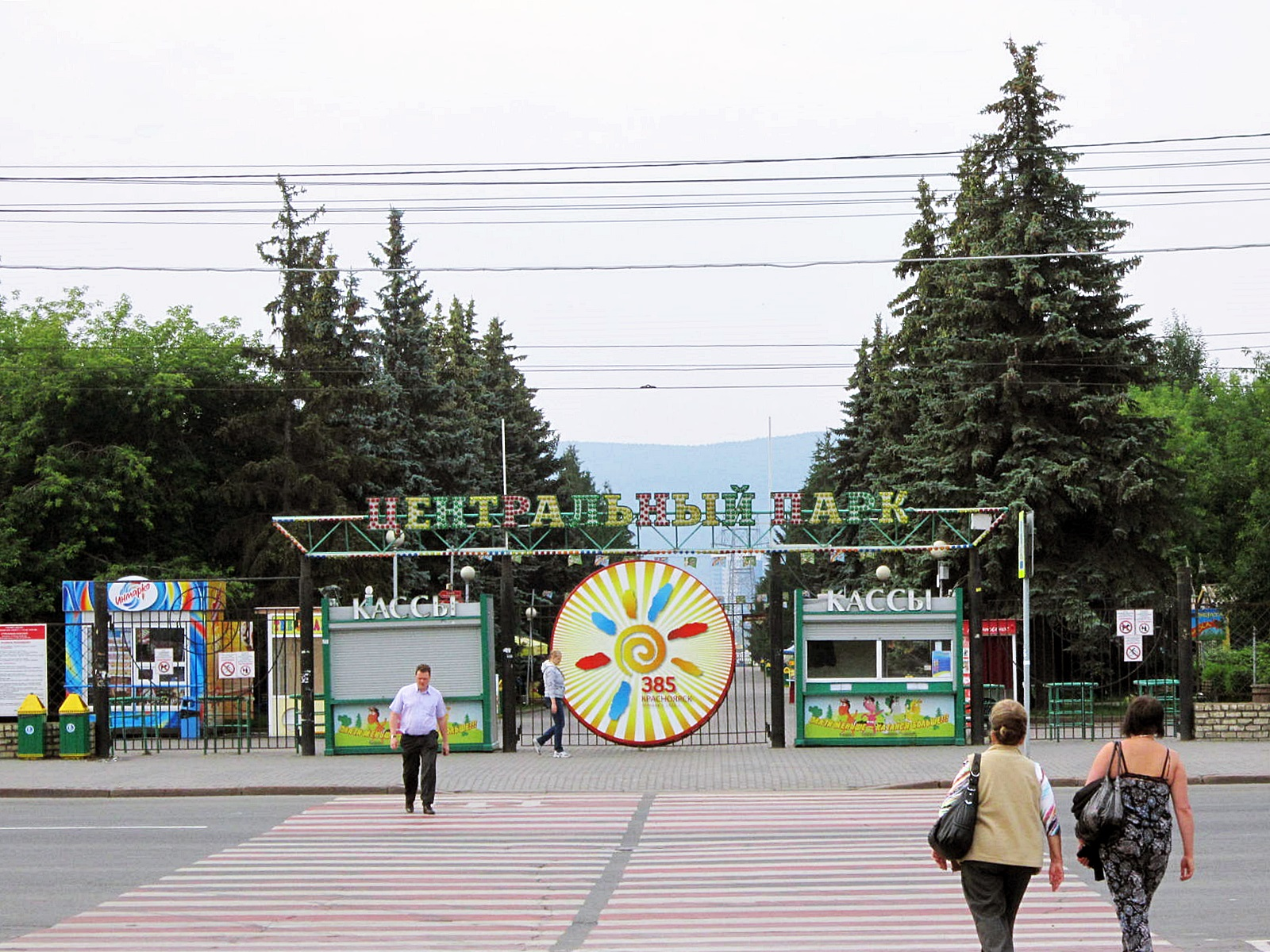
Главный вход со стороны площади Революции

Парк основан в 1828 году как Городской сад на месте дачи первого губернатора Енисейской губернии А. П. Степанова. При закладке представлял собой часть девственного соснового леса, простиравшегося во время основания Красноярска сплошным массивом от Енисея до Качи.

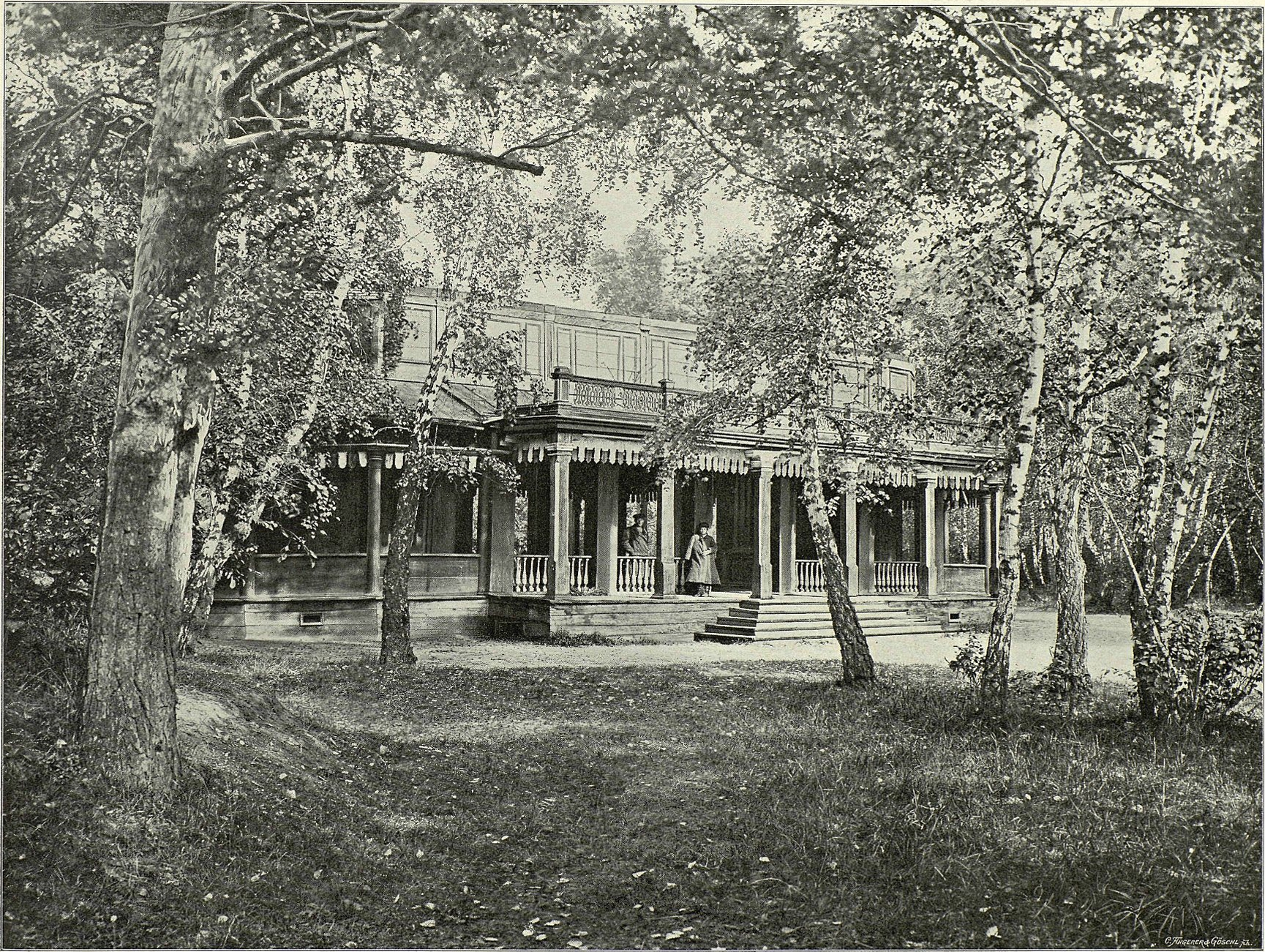
Веранда, 1899

Особенно благоустроился сад при губернаторе Енисейской губернии В. К. Падалке (1845—1861). В это время в саду было построено здание Общественного собрания, деревянная веранда-флигель с буфетом, павильон для музыкальных и театральных вечеров.
В конце XIX века в качестве садовника садовая комиссия неоднократно нанимала красноярского мещанина А. А. Межевого. В 1880—1882 годах садовником работал политический ссыльный Л. П. Симиренко.

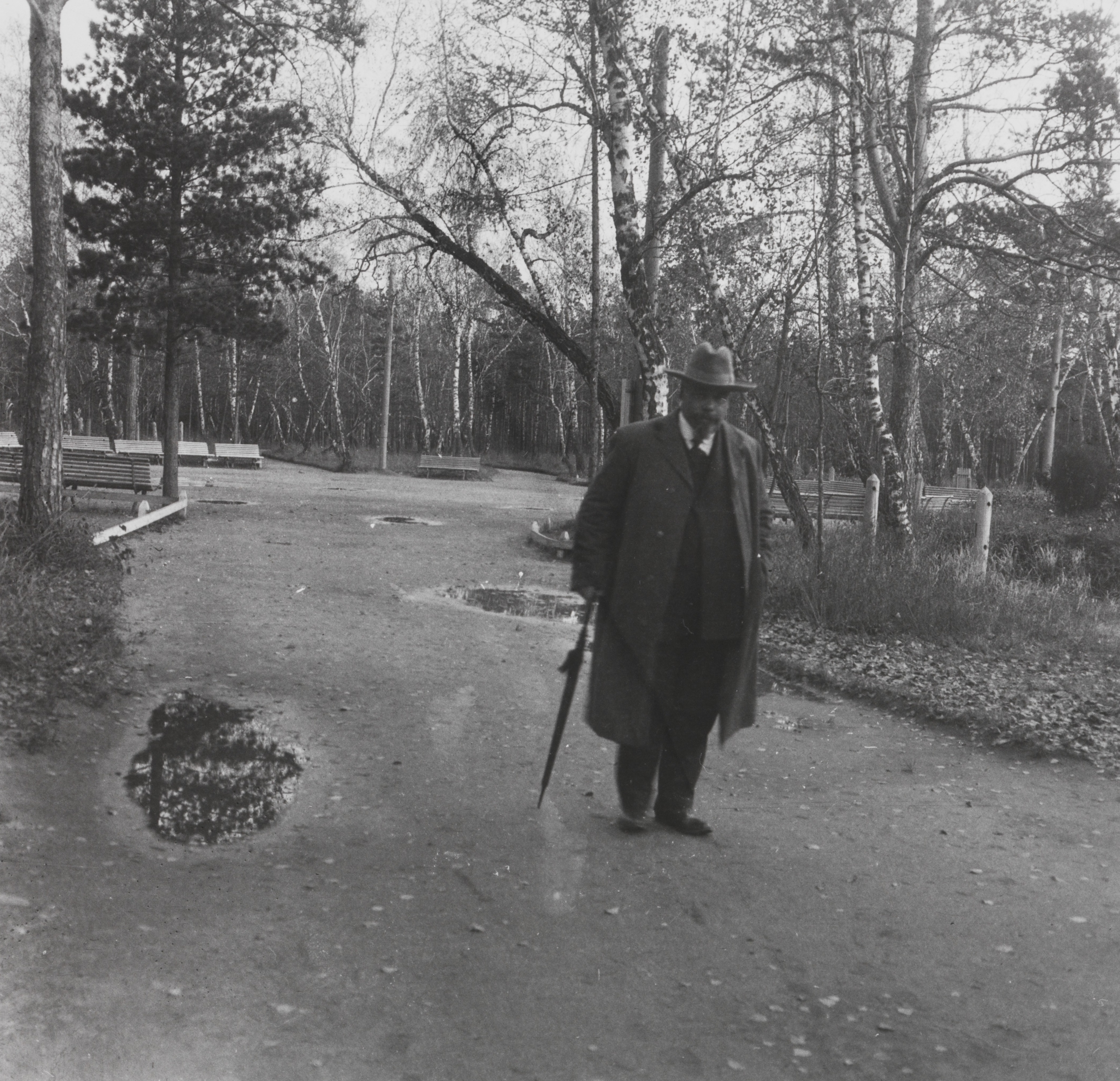
С. Востротин на прогулке, 1913. Снимок Ф. Нансена

Ф. Нансен, норвежский путешественник, побывавший в Красноярске в 1913 году, писал: «Мы посетили городской парк, который слывёт лучшим во всей Сибири. Время было осеннее, и цветы уже завяли, но, судя по деревьям, хвойным и лиственным, можно было представить себе, что летом парк являлся чудесным местом для прогулок».
В 1934 году Городской сад был переименован в Парк культуры и отдыха имени А. М. Горького. Парк был разделён на две зоны — активную, на запад от Центральной аллеи, где размещалось большинство аттракционов, и тихую, к востоку от Центральной аллеи, где росли деревья редких пород, в том числе и сосны, оставшиеся от реликтового леса.
В 2002 году был переименован в Центральный парк.

## Памятники в парке

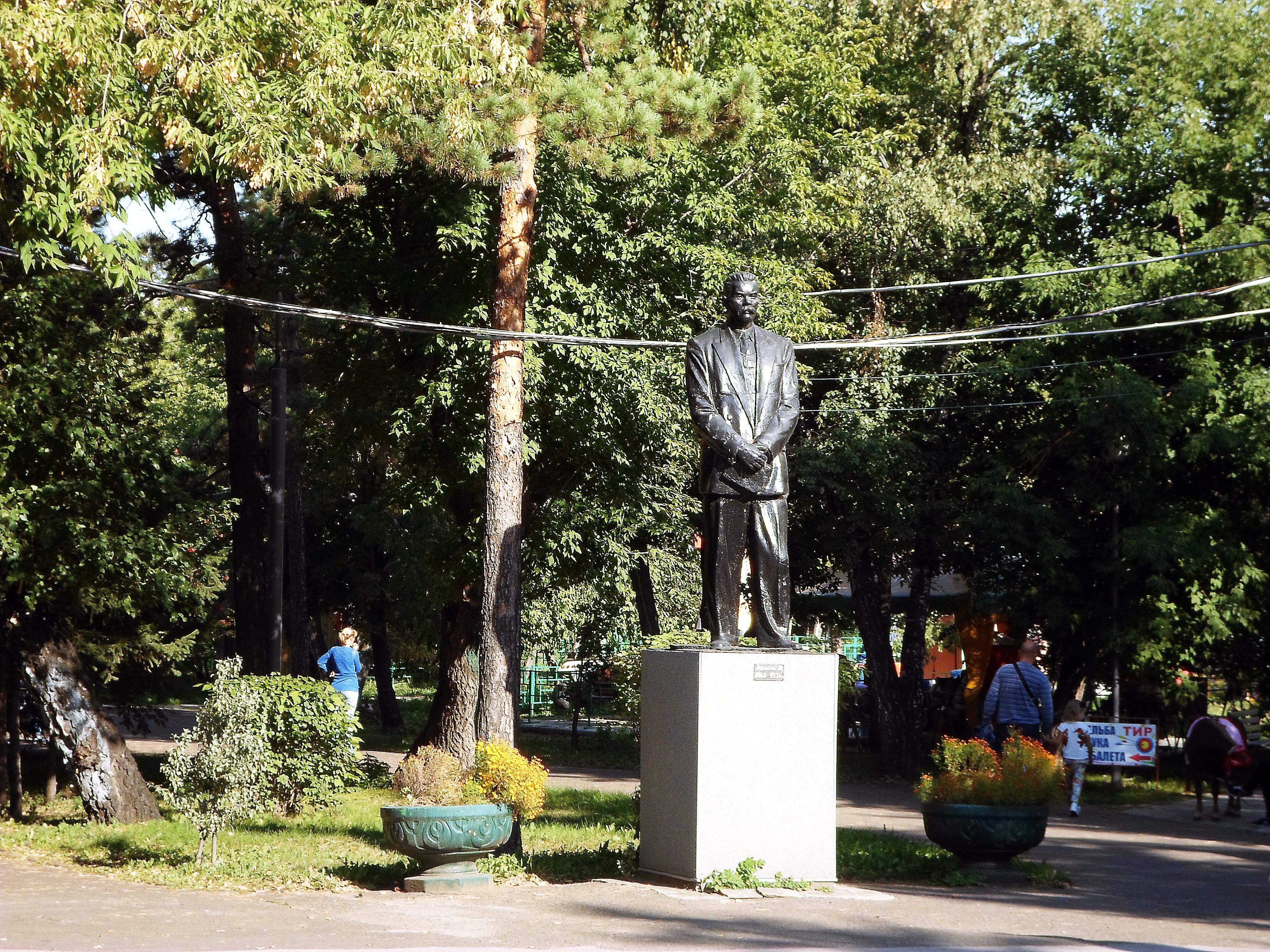
Памятник Максиму Горькому

- Памятник Пушкину в Пушкинском сквере.
- Памятник Максиму Горькому на Центральной аллее.
- Памятная плита — заложена в 2005 году недалеко от входа в парк; посвящена юбилею первой пивоваренной компании Красноярска «Пикра».
- Памятник работнику просвещения — установлен в День учителя 5 октября 2011 года.
- Аллея почётных граждан Красноярска с деревьями, высаженными либо самими почётными горожанами, либо в их честь.
- Скамейка-памятник имени Михаила Горшенёва.

## Аттракционы

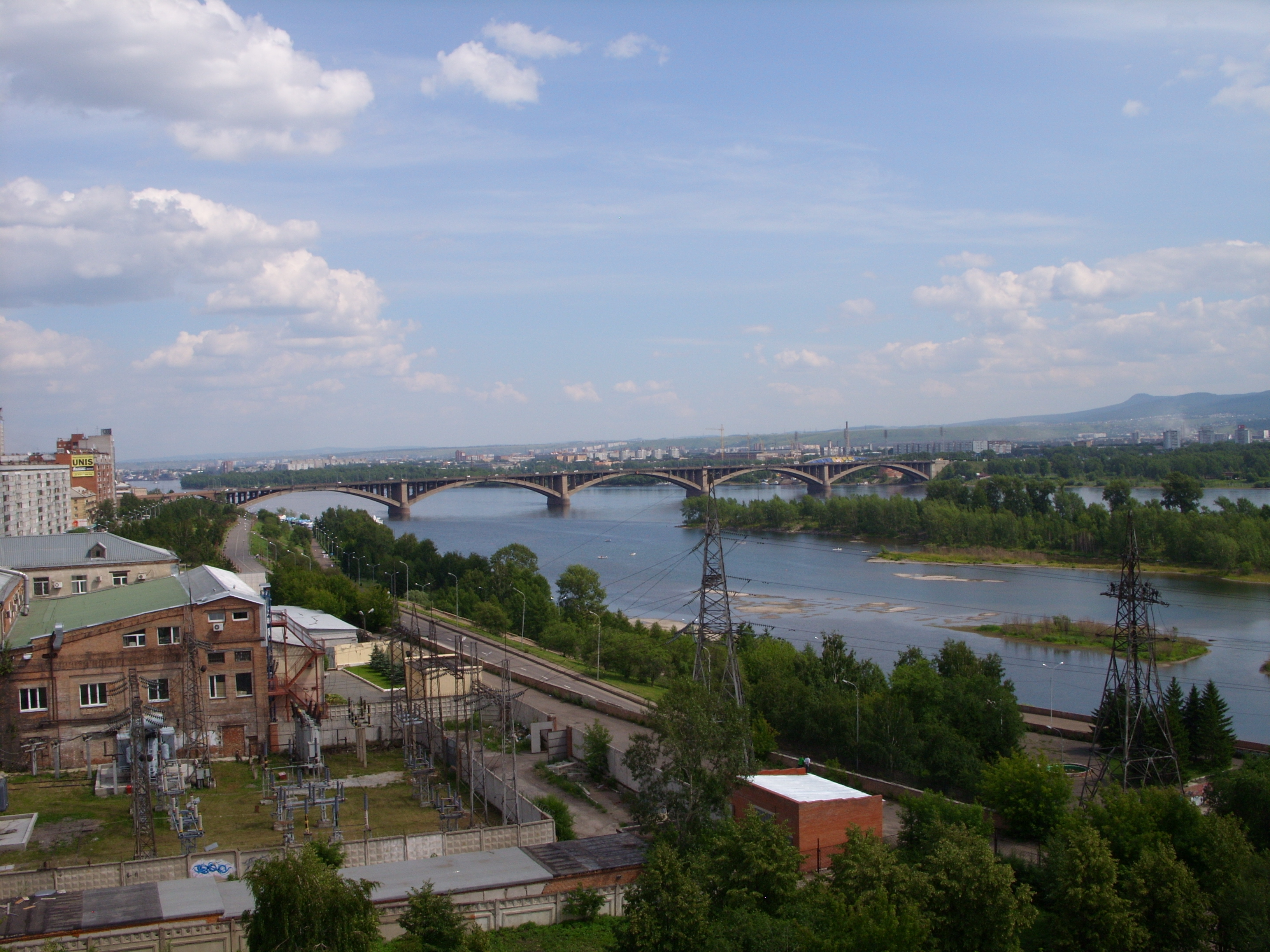
Вид на Енисей с колеса обозрения

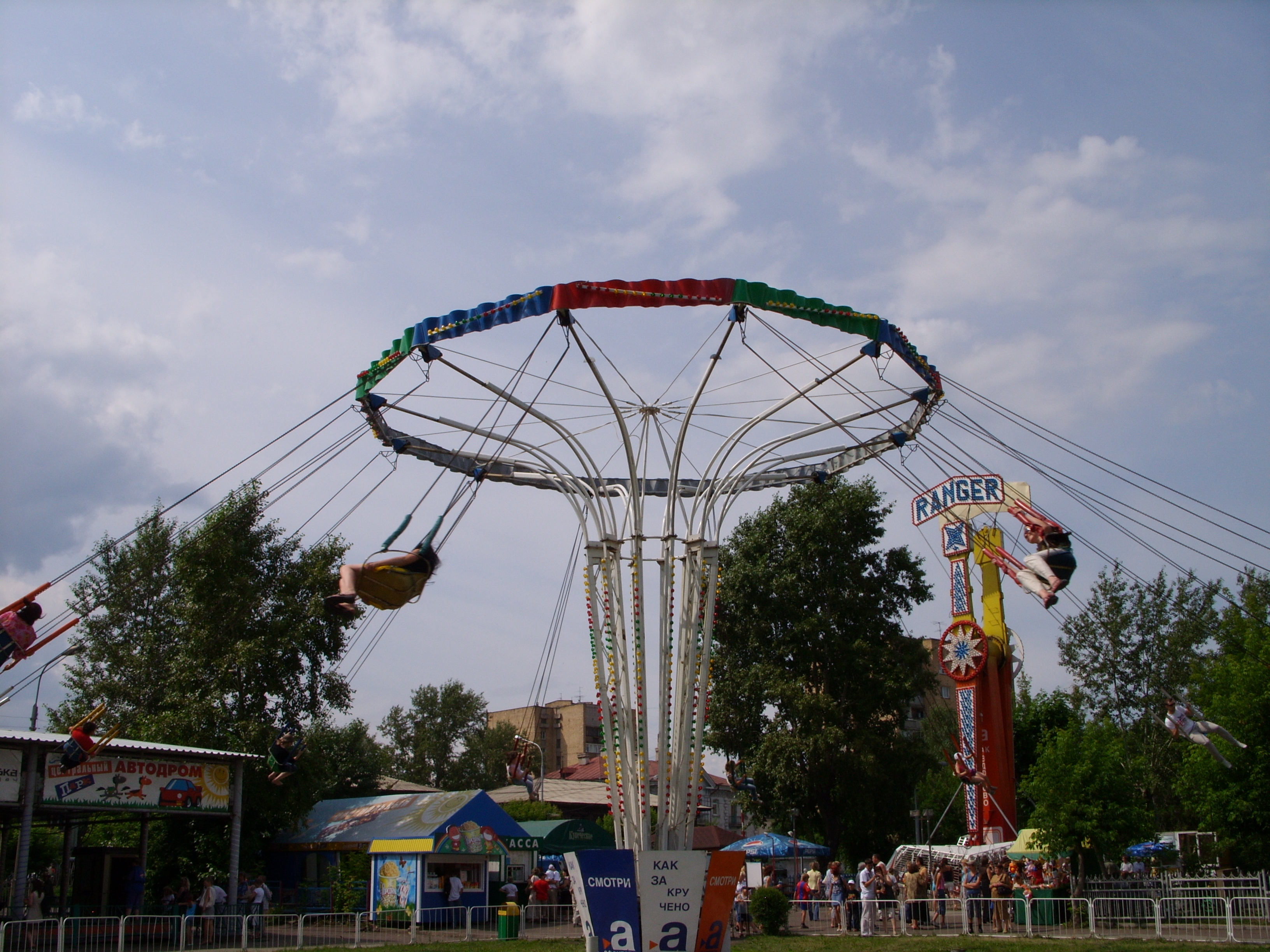
Один из аттракционов

- Различные детские и взрослые аттракционы
- Колесо обозрения диаметром 31,5 м.
- Аттракцион «Flash Tower» — самый высокий аттракцион и самое высокое сооружение в парке
- Аттракцион «Cotton Club»
- Американские горки «Родео»
- Аттракцион «RANGER»
- Аттракцион «Хип-Хоп»
- Карусель «Flyne»
- Автодром
- Комната страха
- Комната смеха с самыми старыми (раритетными) зеркалами за Уралом.
- Детский игровой городок «Бригантина»
- Детский городок № 2
- Зоопарк экзотических животных (частный)
- Шахматный клуб
- Теннисные корты

В парке в 1936 году была открыта и в летний период работает первая в России детская железная дорога — Красноярская детская железная дорога. Размер колеи — 508 мм; годовой пассажиропоток — 30 тыс. чел.; длина — 1,3 км. В 2008 году перестроена на кольцевую, построены вокзал станции «Юбилейная» и посадочная платформа «Мечта».
В зимний период на танцевальной площадке работает каток и прокат коньков.

## Реконструкция
В 2022 году началась масштабная реконструкция парка, рассчитанная на четыре года. Реконструкцию осуществляет компания РУСАЛ.